# 钗头凤
钗头凤，词牌名。又名《撷芳词》、《折红英》、《摘红英》，双调60字，前后段各30字。

## 词牌格式
谱式参考龙榆生《唐宋词格律》并结合《全宋词》所载宋人作品而定。

### 正格
平平仄，平平仄，仄平平仄平平仄。

平平仄，平平仄，仄平平仄，仄平平仄。

仄，仄（叠句），仄（叠句）。

平平仄　平平仄　仄平平仄平平仄

平平仄　平平仄　仄平平仄，仄平平仄。

仄，仄（叠句），仄（叠句）
注：每阙后四韵多转韵，但依刘辰翁原格亦可一韵到底。

### 变格一
平平仄（韵）　平平仄（韵）　中平中仄平平仄（韵）
平平仄（韵）　平平仄（韵）　中仄平平　仄平平仄（韵）　仄（韵）　仄（韵）（叠句）　仄（韵）（叠句）
平平仄（韵）　平平仄（韵）　中平中仄平平仄（韵）
平平仄（韵）　平平仄（韵）　中仄平平　仄平平仄（韵）　仄（韵）　仄（韵）（叠句）　仄（韵）（叠句）
注：每阙后四韵多转韵，但依刘辰翁原格亦可一韵到底。

### 变格二，平仄韵转换格
平平仄（韵）　平平仄（韵）　中平中仄平平仄（韵）
仄平平（换平韵）　仄平平（韵）　仄平平仄  中仄平平（韵）　平（韵）　平（韵）（叠句）　平（韵）（叠句）
平平仄（换回仄韵）　平平仄（韵） 中平中仄平平仄（韵）
仄平平（换平韵）　仄平平（韵）　仄平平仄  中仄平平（韵）　平（韵）　平（韵）（叠句）　平（韵）（叠句）

### 原格
平平仄（韵）　平平仄（韵）　中平中仄平平仄（韵）
平平仄（韵）　平平仄（韵）　中平平仄　中平平仄（韵）
平平仄（韵）　平平仄（韵）　中平中仄平平仄（韵）
平平仄（韵）　平平仄（韵）　中平平仄　中平平仄（韵）
注：原格与正格的区别就在于没有三叠韵，其他平仄和用韵均完全相同相同。

## 例词
陆游（正格）
红酥手，黄縢酒，满城春色宫墙柳。
东风恶，欢情薄，一怀愁绪，几年离索。错错错！
春如旧，人空瘦，泪痕红浥鲛绡透。
桃花落，闲池阁。山盟虽在，锦书难托。莫莫莫！
秦观（正格）
临丹壑，凭高阁，闲吹玉笛招黄鹤。
空江暮，重回顾，一洲烟草，满川云树。住住住。
江风作，波涛恶，汀兰寂寞岸花落。
长亭路，尘如雾，青山虽好，朱颜难驻。去去去。
曾觌（变格一）
华灯闹，银蟾照，万家罗幕香风透。
金尊侧，花颜色，醉里人人，向人情极。惜惜惜。
春寒峭，腰肢小，鬓云斜亸蛾儿袅。
清宵寂，香闺隔，好梦难寻，雨踪云迹。忆忆忆。
唐琬（变格二）
世情薄，人情惡，雨送黃昏花易落。
曉風乾，淚痕殘，欲箋心事，獨語斜闌，難難難！
人成各，今非昨，病魂長似秋千索。
角聲寒，夜闌珊，怕人尋問，咽淚裝歡，瞞瞞瞞！
刘辰翁（原格）
花朝月，朦胧别。朦胧也胜檐声咽。
亲曾说，令人悦。落花情绪，上坟时节。
花阴雪，花阴灭。柳风一似秋千掣。
晴未决，晴还缺。一番寒食，满村啼鴂。
无名氏 （原格）
风摇荡，雨濛茸，翠条柔弱花头重。
春衫窄，香肌湿，记得年时，共伊曾摘。
都如梦，何曾共，可怜孤似钗头凤。
关山隔，晚云碧，燕儿来也，又无消息。

## 其他
史达祖
春愁远。春梦乱。凤钗一股轻尘满。
江烟白，江波碧，柳户清明，燕帘寒食。忆忆忆。
莺声晓，箫声短，落花不许春拘管。
新相识。休相失，翠陌吹衣，画楼横笛。得得得。
大体依变体一。但下阙首句未入韵。
程垓
桃花暖，杨花乱。可怜朱户春强半。
长记忆，探芳日。笑凭郎肩，殢红偎碧。惜惜惜。
春宵短，离肠断。泪痕长向东风满。
凭青翼，问消息。花谢春归，几时来得。忆忆忆。
大体依变体一。但上阙第四句本作“平平仄”，本词为“平仄仄”；上阙第六句本作“中仄平平”，本词为“仄平平平”。